# 硓𥑮石

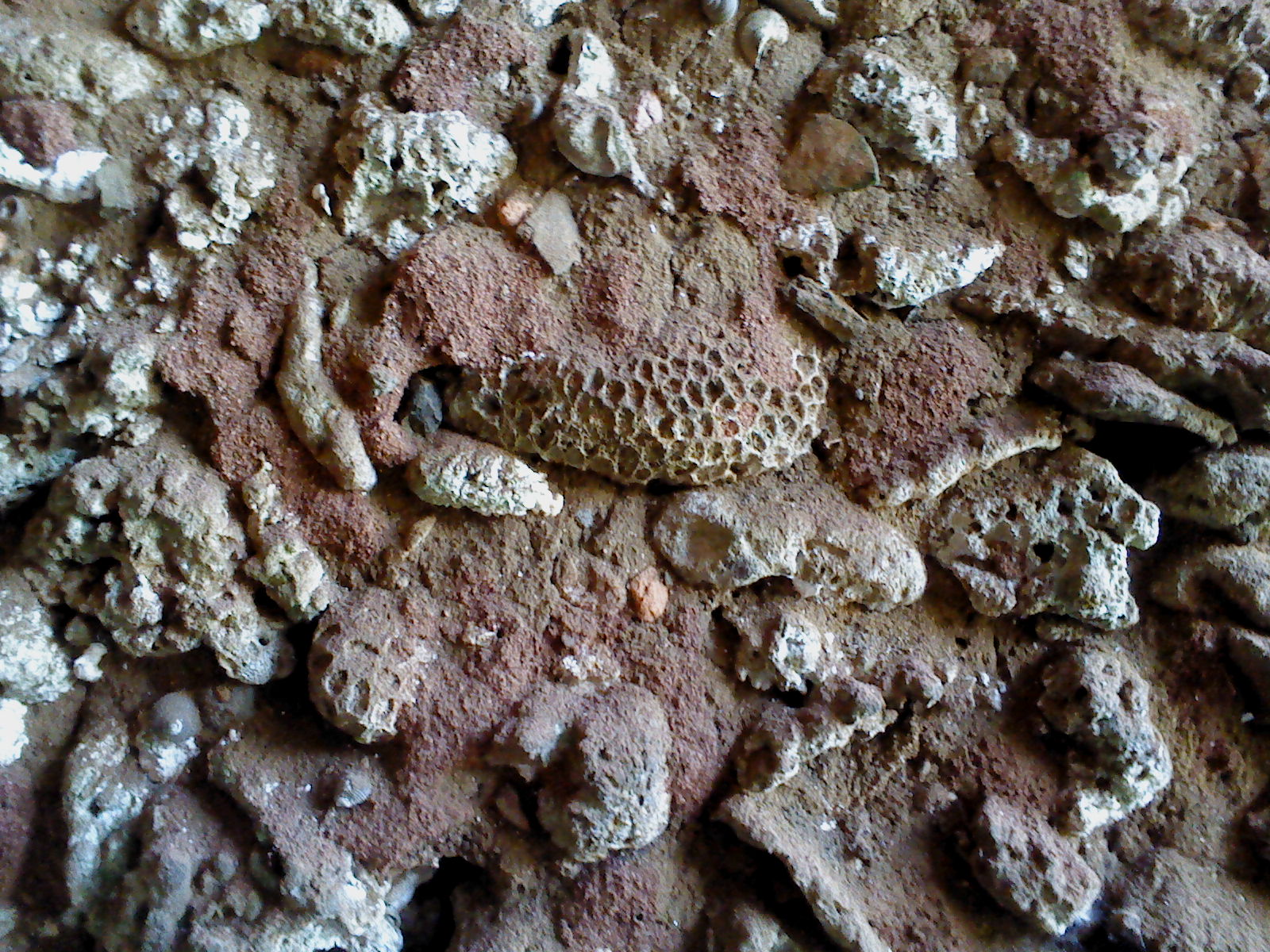
澎湖望安花宅牆體硓𥑮石構造

硓石，是澎湖地區對珊瑚礁石灰岩的稱呼，也可指其他表面十分粗糙、尖銳的岩塊。又作「咾咕石」、「咕咾石」、「硓石」等。在澎湖傳統建築中作為建材使用。

## 成因
在海洋中生活的珊瑚死亡後，其骨骸在海底沉積，隨時間推移，逐漸堆積、增厚，成為以珊瑚骨骸為主體的珊瑚礁。若因地殼運動上升，或海水面下降而出露於海面，則為隆起珊瑚礁。日久鹽分漸少，即可運用於建材。

## 命名

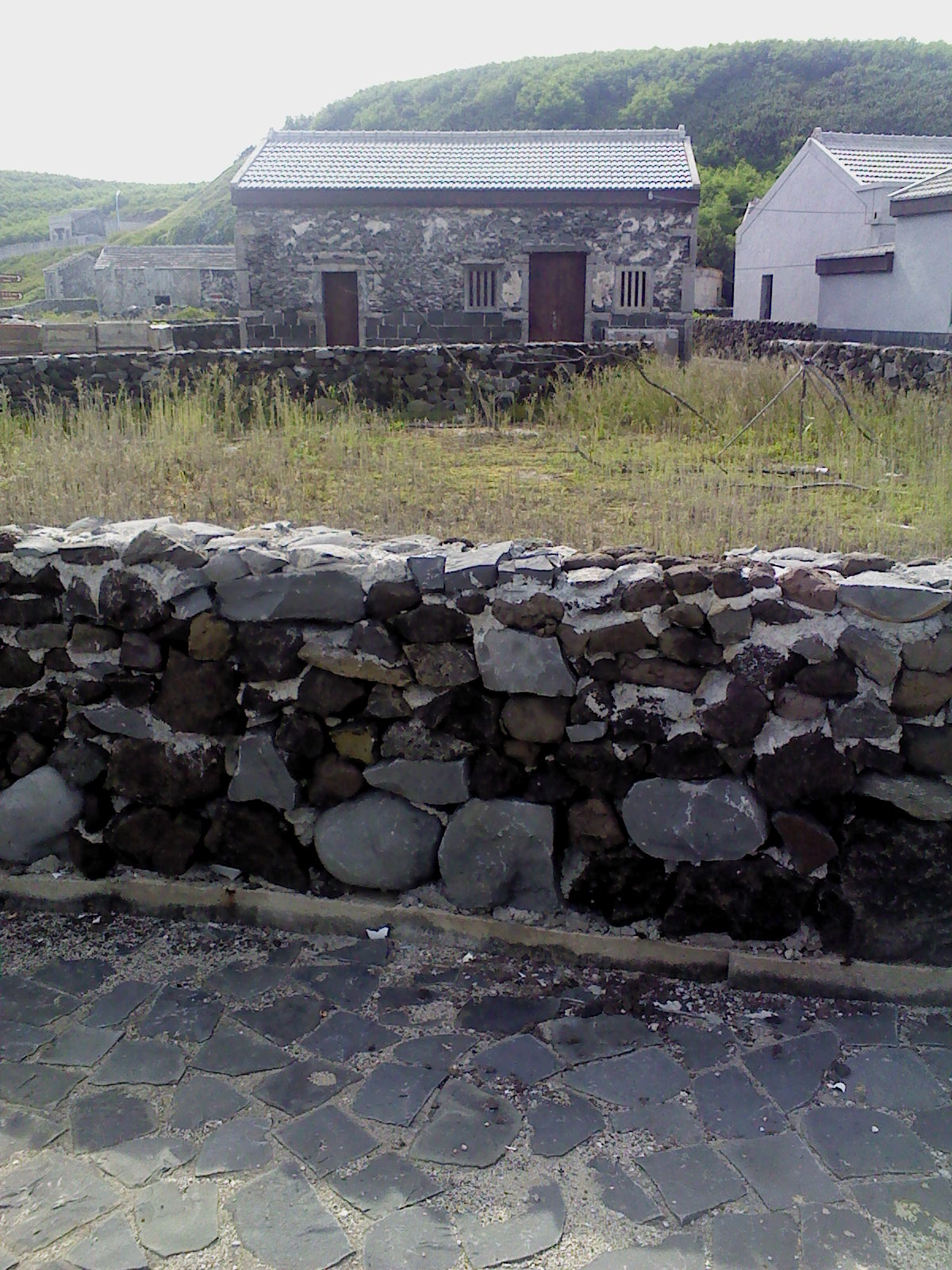
菜宅

硓石一詞可見於清代文獻《澎湖廳志》卷十〈物產篇〉：「老古石，府志作石，云生海中，皆鹹鹵結成，粗劣易腐，士人置盆盌中充玩。陳廷憲云：海底亂石，磊砢鬆脆，俗名老古石。拾運到家，俟鹹氣去盡，即成堅實，以築牆、砌屋皆然。」說明此岩塊生成於海中，待鹽分減少後，利用其堅實的特性來築牆砌屋。
一說「硓」之名是由珊瑚之英譯「coral」而來，發音接近閩南語「硓」。如果「硓石」是由coral一詞轉音而來，「硓石」就有可能是從「硓石」訛變而成，因此「硓石」似是珊瑚礁岩體的原始俗稱。

## 運用
早年澎湖民宅牆體多用硓石砌成。另外，澎湖終年少雨，海風強盛，土壤帶鹽分令植蔬生長不易，居民也利用硓石在住宅或菜圃前圍起疏朗的矮牆，用以防風，此種建築又稱為菜宅。清道光年間築鳳山縣城牆亦採用此石，是臺灣的古老建材。
今日，仍可在澎湖看見許多硓石建築物，尤以白沙、西嶼、望安為最舊稱「花宅」的望安鄉中社村，由於古厝保存完整，在2004年被列入「世界100大最值得關懷及保存的文化紀念物」，2010年，由文建會（中華民國文化部前身）正式登錄為「重要聚落」。西嶼二崁陳宅、白沙通梁古厝等亦流傳至今。